# レイラ (ゲーム)
『レイラ』 (Layla) は、1986年12月20日にデービーソフト/dB-SOFT（現：ネットファーム・コミュニケーションズ）より発売されたファミリーコンピュータ用ゲームソフト。

## 概要
ゲームの主人公「レイラ」が、「マニトカ博士」の野望を打ち砕くため迷宮のような敵地に乗り込み、ボックスから武器を調達しながら、捕らわれた相棒の「イリス」を途中で救出して全8ステージを駆け抜ける、シューティングゲーム要素の強いアクションゲームである。パッケージのイラストに美少女ヒロインが2人描かれており、ファミリーコンピュータ初期のキャラクターゲームでも知られている。キャラクターデザインには、当時流行していた『ダーティペア』などのアニメの影響が見て取れ、この作品をギャルゲーの元祖と捉える人間もいる。

## ゲーム内容

### システム
ゲームは主人公のレイラを操作し、敵を倒しながら奥に進んでゆく。敵の攻撃を受けると体力ゲージが減少し、全てなくなるとゲームオーバーになる。時間制限は特に存在しないが、長時間同じ場所（同じ画面）に留まっていると永久パターン防止策として強敵の「竜巻」が襲いかかってくる（しかし、この「竜巻」も退治できる）。落とし穴に落ちても死なないが、体力と手に入れたアイテムがいくらか失われる。
十字キーの左右で移動、下でしゃがみ動作をする。Aボタンで跳躍、Bボタンで各種武器（初期状態ではハンドガン）を使う。移動速度はローラースケートのアイテムを取ると速度が上がる。歩きながら、または一度しゃがんでからジャンプすると通常よりも高くジャンプできる。
ゲームが進行すると、捕まっていた仲間のイリスが同行するようになる。レイラに若干遅れて同じ動きをとり、武器を変更するとイリスも同じ武器を使う（使用回数は共有）。

### アイテム
武器アイテムは、道中にある緑色のコンテナを破壊すると出現する。マシンガンや手榴弾、バズーカやレーザーナイフなどの種類があり、それぞれ軌道や威力、どの種類の敵に効果があるかなどの差異がある。武器はポーズ（スタートボタン）中に変更ができる。初期装備のハンドガン以外は回数制限があり、残り回数は武器ごとに表示されている。ハンドガンにもアイテムがあり、取ることによって威力が上昇する。?マークのアイテムは特殊で、取った時に体力が若干回復する、得点が入る、または?マークの武器としてストックされるなどの効果が出る。?マーク武器は状況によって異なる効果が発現する。
回復アイテムは、敵を倒すことで手に入る。最初は100点だが、逃さずに連続して取っていくと得点が10000点まで倍増していく。
またこれらとは別に、各面の基地内にはキーアイテムがあり、これを取らないとボスの部屋に辿りつけないようになっている。

### 仕掛け
道中にはいくつか破壊可能な壁ブロックが存在する。武器で破壊するものや、上に乗るだけで崩れる足場などもあるが、ほとんどの場合で破壊可能なブロックとそうでないものは見分けがつかないようになっている。
地上から基地に向かう際、および基地内の階層の移動はエレベーターで行われる。同じ階層内で上下を行き来するエレベーターもある。
ステージによっては無限ループのギミックも存在する。

## 設定

### ストーリー
地球の植民星・アステリアの特殊部隊CATに所属する主人公レイラは、相棒のイリスと共に悪の科学者チネルコフ・マニトカ博士の作り出した遺伝子組み替え装置「ジル」を破壊する任務につき彼の本拠地であるステロイド地帯に乗りこむが、道中、隙を突かれ、イリスがマニトカに拉致されてしまう。イリスを救い共に任務を達成すべく、レイラは博士が「ジル」を用いて生み出した数多の怪物キマイランが蠢く宇宙要塞の深部へと向う。

### ステージ構成
全8面の構成で、マニトカ博士の建造した小惑星基地を渡り歩いてゆく。一度クリアしたステージは再プレイが可能である。また、ゲーム再開用のパスワードはゲームオーバー後にタイトル画面で表示され、各面のスタート地点からとなる。
各面とも前半は地上面、後半は基地面の2部に分けられている。画面はすべて右方向へのスクロール（逆方向へ不能）で、エレベーターを使って階層を上下しながら探索してゆくことになる。各面ごとに出口を守るボスがおり、ボスを倒せばゲームクリアとなる。地上面では生物的な敵が、一方基地面では機械的な敵が多く登場する。最終面のボスを倒せばゲームクリアとなる。
また、各面の間には横スクロールシューティングゲーム風のボーナスステージが挟まれており、連続して敵を倒すことで得点を稼ぐことができる。

## 登場人物
レイラ
この物語の主人公でヒロイン。赤髪の17歳。様々な武器を使用することができる。レオタードの戦闘服を纏っており、イリスも同様。
イリス
レイラの相棒。パッケージイラストでは青髪だが、ゲーム上では緑髪で17歳。あるステージで彼女を救出することができ、救出後はレイラと一緒に戦う。
扱い上はオプションであり、レイラを操作すると時間差の伴う同一の動きで追随する。
マニトカ博士
このゲームの黒幕。遺伝子操作装置「ジル」を利用して怪物キマイランを生み出し、アステリアの征服を企んでいる。
最終面で姿が見えるほか、各面もボスの部屋に肖像画が飾られている。

## スタッフ
- プロデューサー：品田直人
- ディレクター：苧野博司、松野誠一
- プロダクト・マネージャー：吉田めぐみ
- プログラマー：品田直人、苧野博司、中嶋幸晴
- グラフィック・デザイナー：松野誠一
- 音楽ディレクター：斉藤康仁
- パッケージ・デザイナー：松井文子
- スペシャル・サンクス：任天堂、B.U.G.、高殿収、さとうしゅんぼう、かじやまひろゆき、POP.KOBAYASHI（小林貴樹）、BOSS.OHMORI、吉田みゆき、いしだみつお、BLAIM NISHIMURA、おくやまかずゆき、PAUL MORIAI（もりあいやすし）、きたかみおりえ、しなだまさと、高橋淳、松井文也、吉田裕治、柴田彰一、さとうじゅんいち、6809 KAKURA、すぎやとしひと、ABESHI HIDEBU、MUGI KOME NUKA、NISHIOKA、HONMA KAINA、ZZJA TAKAHASHI、INDO NO OBASAN、GAMERS

## 評価
ゲーム誌『ファミコン通信』の「クロスレビュー」では、5・7・7・7の合計26点（満40点）、『マル勝ファミコン』では4、4、3の11点（満15点）、『ファミリーコンピュータMagazine』の読者投票による「ゲーム通信簿」での評価は以下の通りとなっており、16.67点（満30点）となっている。また、同雑誌1991年5月10日号特別付録の「ファミコンロムカセット オールカタログ」では、「スペースバイクに乗ってのシューティングシーンが軽快」と紹介されている。
| 項目 | キャラクタ | 音楽 | 操作性 | 熱中度 | お買得度 | オリジナリティ | 総合  |
| 得点 | 3.00       | 2.78 | 2.78   | 2.81   | 2.61     | 2.69           | 16.67 |